# Архангельское наместничество
Архангельское наместничество — административно-территориальная единица в Российской империи в 1784—1796 годах. Административный центр — Архангельск. Создано указом Екатерины II от 26 марта 1784 года на основе Архангельской области Вологодского наместничества. Состояло из 7 уездов. Преобразовано указом Павла I от 12 декабря 1796 года в Архангельскую губернию.

## Уезды
1. Архангельский (Архангельск)
2. Кольский (Кола)
3. Мезенский (Мезень)
4. Онежский (Онега)
5. Пинежский (Пинега)
6. Холмогорский (Холмогоры)
7. Шенкурский (Шенкурск)

## Руководители
Генерал-губернатор являлся командиром воинских соединений, находящихся на территории губернии. В связи с образованием одновременно Архангельского и Олонецкого наместничеств, должность называлась "Генерал-губернатор Архангельский и Олонецкий", ставка находилась в Петрозаводске. Наместники (гражданские губернаторы) стояли во главе наместничества и находились в двойном подчинении: Сенату и генерал-губернатору.
| Ф. И. О.                   | Титул, чин, звание                                 | Время замещения должности |
| -------------------------- | -------------------------------------------------- | ------------------------- |
| Мельгунов Алексей Петрович | действительный статский советник (тайный советник) | 25.01.1780—26.03.1784     |
| Рыбаков Александр Ильич    | генерал-поручик                                    | 26.03.1784—18.06.1793     |
| Коновницын Пётр Петрович   | генерал-поручик                                    | 02.09.1793—22.02.1796     |
| Ливен Иван Романович       | генерал-поручик                                    | 13.03.1796—12.12.1796     |

| Ф.И.О.                | Титул, чин, звание                         | Время замещения должности |
| --------------------- | ------------------------------------------ | ------------------------- |
| Ливен, Иван Романович | генерал-поручик                            | 24.03.1784—13.03.1796     |
| Гревенс Иван Ильич    | бригадир, действительный статский советник | 13.03.1796—28.08.1797     |

## Карты

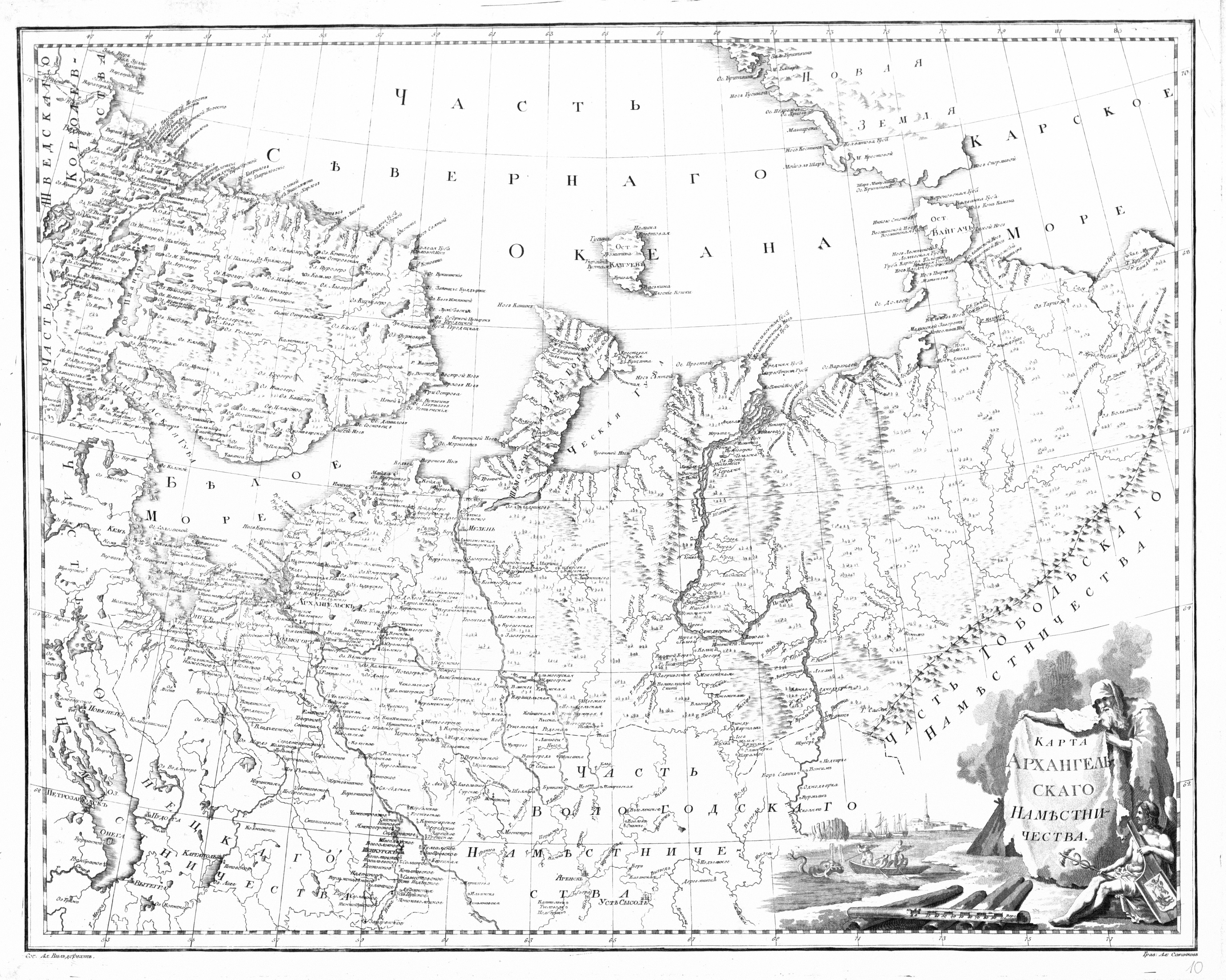
Российский атлас 1792
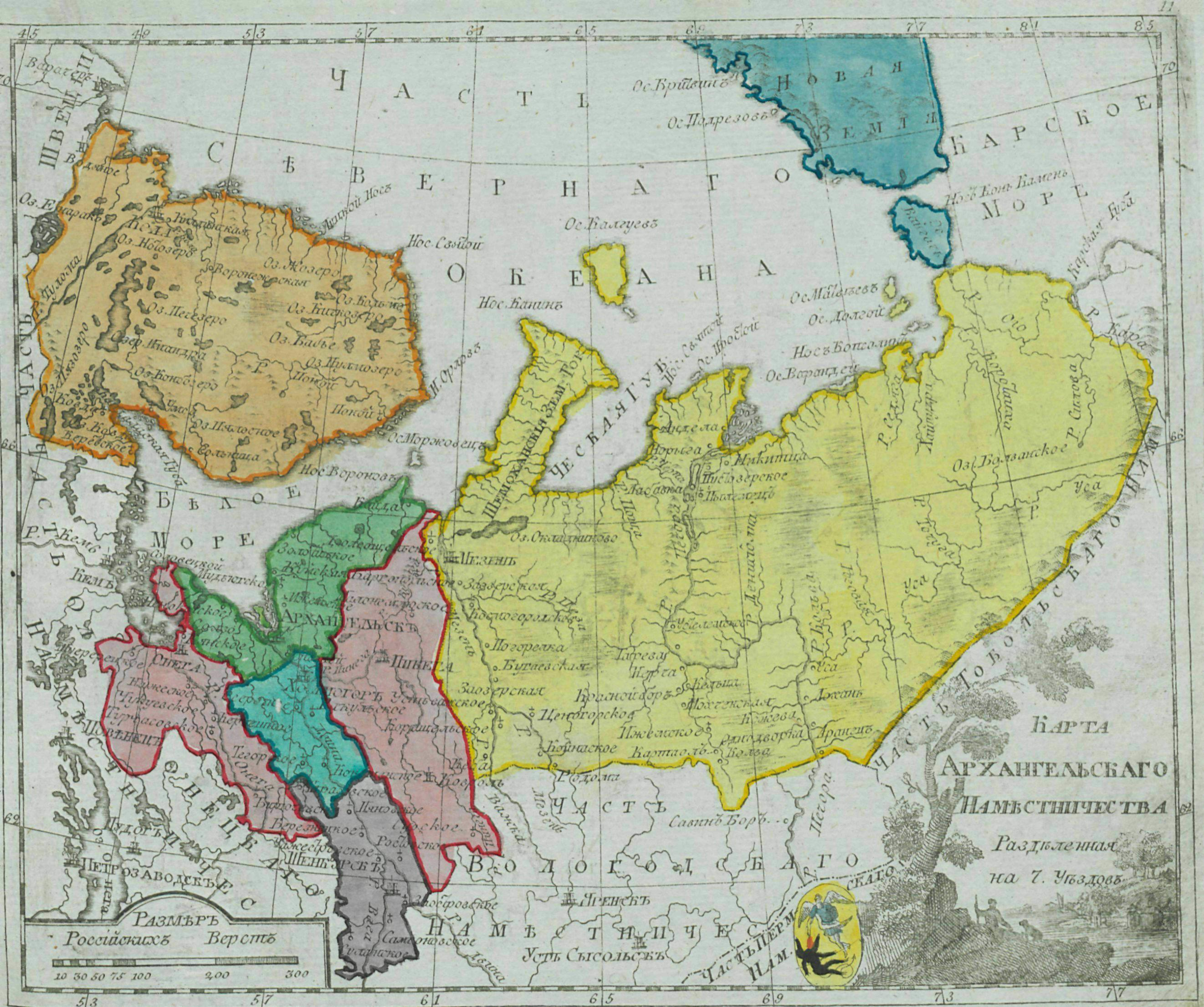
Атлас Российской империи 1792
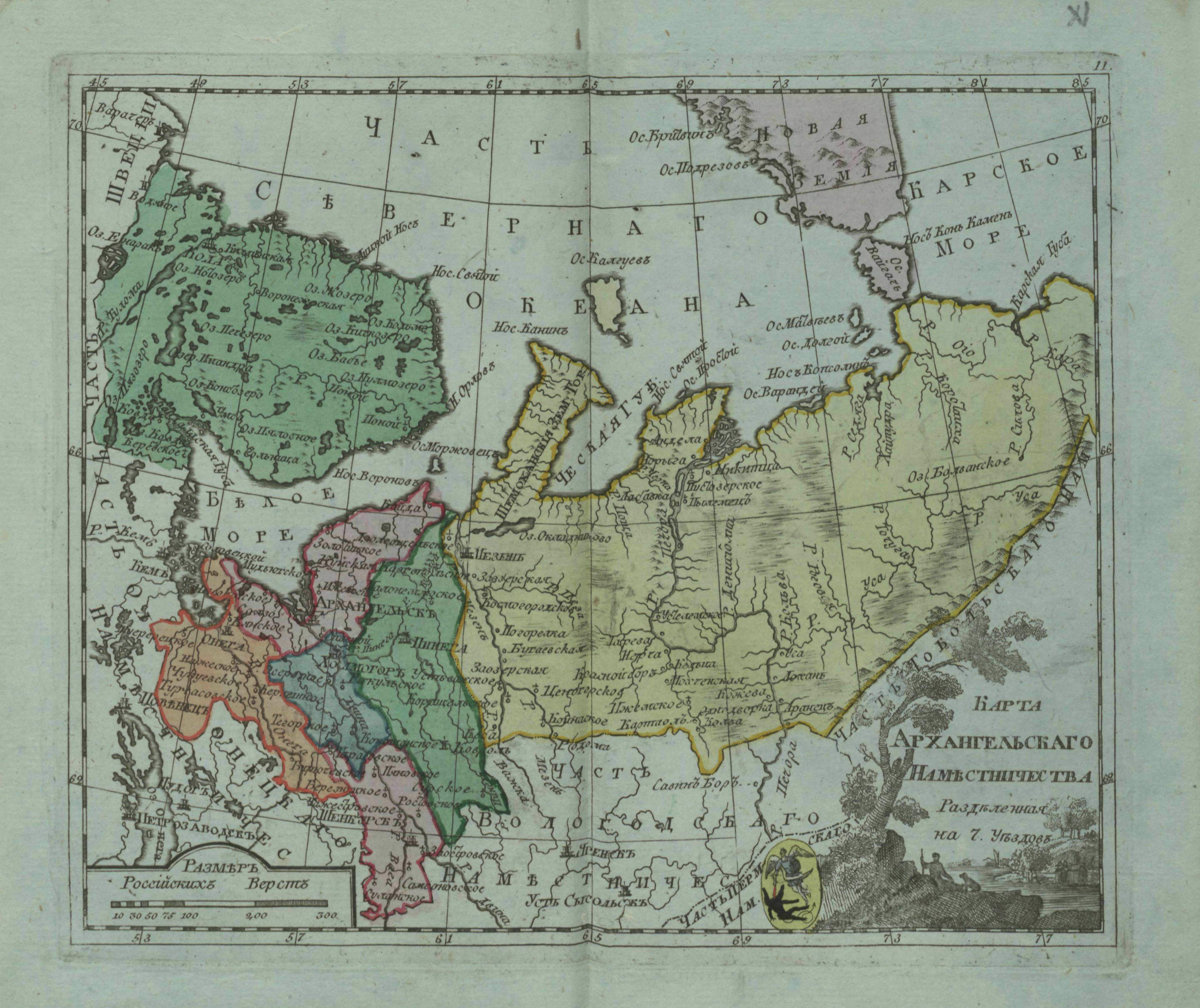
Атлас Российской империи 1796